# 金史熙
金史熙（1983年6月18日—），韓國女演員、模特兒。曾使用藝名史熙。

## 演出作品

### 電視劇
- 2005年：KBS《黃金蘋果》
- 2007年：MBC《拍賣場》飾演 鄭紹英
- 2008年：E Channel《奇談傳說》飾演 多惠
- 2010年：SBS《錯愛一家親》飾演 羅彩英
- 2010年：SBS《秘密花園》
- 2012年：SBS《傻瓜媽媽》飾演 朴貞恩
- 2012年：SBS《紳士的品格》飾演 誘惑金道鎮的女人（客串）
- 2013年：JTBC《荊棘花》飾演 姜志敏
- 2013年：tvN《藍色巨塔Zero》飾演 軍醫官
- 2013年：tvN《幻想巨塔》飾演 李恩善
- 2014年：tvN《岬童夷》飾演 鄭美羅
- 2014年：tvN《魔女的戀愛》飾演 洪彩熙
- 2014年：SBS《清潭洞醜聞》飾演 閔英仁
- 2014年：MBC《薔薇色戀人們》飾演 美拉
- 2016年：MBC《再一次 Happy Ending》飾演 禹貞美
- 2016年：KBS《通往機場的路》飾演 黃賢貞
- 2017年：MBC《守望者》
- 2018年：tvN《想暫停的瞬間：About Time》飾演 金慧英
- 2018年：KBS《就算死也喜歡》
- 2019年：JTBC《Legal High》飾演 尹道熙

### 電影
- 2007年：《雙面女友》
- 2008年：《廣播歲月》
- 2010年：《痛症》
- 2010年：《不良男女（朝鲜语：불량남녀）》
- 2011年：《盲證》
- 2012年：《胡狼來了》
- 2013年：《男人使用說明書》
- 2013年：《偷心賊》
- 2014年：《一次都沒做過的女人》
- 2014年：《純真年代》
- 2017年：《因為愛》
- 2019年：《The House（朝鲜语：더하우스）》飾演 姜史熙

## 外部連結
- NAVER （页面存档备份，存于）